# 久松寺 (大和郡山市)
久松寺（きゅうしょうじ）は、奈良県大和郡山市にある曹洞宗の寺院。山号は妙光山。1987年の段階では廃寺であった。

## 起源と歴史
- 本多家（忠義系統）の菩提寺。曹洞宗の寺で、妙光山久松寺と称す。
- 元下野国足利郡毛野大久保村龍雲寺の末。由緒によれば開基は慶長元年(1596)5月28日、開基者は本多美濃守忠政公。本多忠政公の室、岡崎三郎信康息女熊姫《ユウ姫》また（国姫）（徳川家康、織田信長の孫姫）亡父の菩提の為建立。
- 寛永3年（1626年）6月25日、姫路城内にて熊姫逝去《妙光院快誉裕慶》。御前山で荼毘、姫路城下久松寺に葬される。
- 久松寺、本多忠義に随伴す。本多能登守忠義奥州白河入部に際して白河城下円妙寺町隋宝寺跡を久松寺と為し菩提寺とす。
- 延宝4年（1676年）9月26日、本多忠義逝去。久松寺に葬される。
- 本多下野守忠平、宇都宮転封に伴い随伴（現・西原小学校）、貞享2年（1685年） 本多忠平、大和郡山転封に伴い随従移転。城下南郡山円光院跡を久松寺と為す。分限帳によると寺領150石。
- 享保8年（1723年）12月、本多家断絶。
- 享保9年（1724年）、柳沢吉里郡山入部に伴い久松寺破却。
- 元文2年（1737年）、矢田村城（現城町）に再興。
- 昭和9年、室戸台風にて堂宇倒壊。
- 昭和62年、ふるさと歴史事典発刊に際し、誤って廃寺と表記。
- 平成20年、本堂再建。現存する本多家（忠義系統）唯一の菩提寺。

## 所在地
奈良県大和郡山市城町1470

## 管理
三輪山平等寺